# Języki malajsko-polinezyjskie zachodnie
Języki malajsko-polinezyjskie zachodnie, także: hesperonezyjskie, indonezyjskie – parafiletyczny zespół tych języków malajsko-polinezyjskich należących do wielkiej rodziny austronezyjskiej, które nie są zaliczane do grupy centralno-wschodniej. Zakres pojęciowy tej gałęzi obejmuje języki austronezyjskie używane na Madagaskarze, w kontynentalnej części Azji Południowo-Wschodniej (na Półwyspie Malajskim oraz w Wietnamie i Kambodży), na Filipinach i na Lan Yu (Botel Tobago), na Wielkich Wyspach Sundajskich (Borneo, Sumatrze, Jawie i Celebesie) i mniejszych okolicznych wyspach, na wyspach Bali i Lombok, w zachodniej części Sumbawy, na Palau oraz w archipelagu Marianów.
Koncepcję grupy zachodniej zaproponował Robert Blust, traktując ją jako siostrzaną wobec gałęzi centralno-wschodniej. Podział na języki zachodnie i centralno-wschodnie zakorzenił się w literaturze. W nowszych klasyfikacjach odrzucono tę grupę ze względu na niemożność określenia definiujących ją cech lingwistycznych . Przeciw takiej grupie przemawiają również dane archeologiczne.